# Thomas Ligotti
Thomas Ligotti (Detroit, Michigan, 9 de julio de 1953) es un poeta y escritor estadounidense contemporáneo del género de terror. Sus obras narrativas cultivan diversos modos y estilos, más frecuentemente el terror lovecraftiano, y a veces se les ha asignado el calificativo de "horror filosófico". Es decir, se trata de narraciones filosóficas, pero en un tono "más oscuro" que las emparenta con la ficción gótica. Autor poco conocido por el gran público, el periódico Washington Post comentó de su obra: «Se trata del secreto mejor guardado de la literatura de terror contemporánea». Otro crítico declaró: «Es un escritor experto en verdad que puede sugerir un horror tan impactante que se agradece que se mantenga fuera de escena».
Este autor es citado en la obra española Historia natural de los cuentos de miedo, que cita a su vez a S. T. Joshi (en su obra The Modern Weird Tale), como uno de los escritores fundamentales de la fantasía macabra en su país y defensor a ultranza del género cuentístico frente a la excesiva preponderancia de la novela.

## Biografía
Ligotti asistió al Community College, del Condado de Macomb, entre 1971 y 1973, y se graduó en la Wayne State University de Detroit, en 1977.
Como escritor, inició su carrera editorial a principios de 1980 con una serie de cuentos cortos que publicó en pequeñas revistas estadounidenses. Fue editor y colaborador de Grimoire entre 1982 y 1985.
Sus cuentos, tan singulares como impactantes, no han sido muy leídos hasta fecha reciente. Sus relativos anonimato y reclusión llevaron a especular sobre la verdadera identidad del autor. En una introducción al libro de relatos de Ligotti The Nightmare Factory (1996), la escritora Poppy Z. Brite se hace eco de estas dudas mediante una pregunta retórica: «¿Estás ahí, Thomas Ligotti?»
En los últimos años, se han realizado varias entrevistas al escritor en las que han salido a relucir algunos detalles de sus antecedentes, por ejemplo, que durante veintitrés años trabajó como editor asociado de la casa Gale Research (ahora el Gale Group), una editorial que produce, entre otras cosas, compilaciones de obras literarias de investigación. En el verano de 2001, Ligotti dejó su trabajo en el Grupo Gale y se trasladó al sur de Florida. 
La cosmovisión de Ligotti ha sido descrita como de un profundo nihilismo, si bien él mismo desconfía de esta etiqueta. Una vez afirmó: «"Nihilista" es un adjetivo que otros te ponen. Ninguna persona inteligente nunca se ha descrito, o ha pensado en sí misma, como nihilista». Ligotti ha reconocido, por otra parte, que ha sufrido trastornos de ansiedad durante gran parte de su vida, los cuales han marcado significativamente su obra. La ansiedad y la depresión constituyen el estrato más profundo de la misma.
Ligotti evita la violencia explícita, tan común en la ficción terrorífica actual, centrándose más bien en la recreación de atmósferas inquietantes y pesimistas, por medios sutiles y repetitivos. Ha citado a autores como Vladimir Nabokov, Thomas Bernhard, Edgar Allan Poe, Bruno Schulz, Emil Cioran y William S. Burroughs entre sus favoritos. Asimismo pueden rastrearse ciertas similitudes entre algunos de los trabajos de Ligotti y las historias de Robert Aickman. H. P. Lovecraft es también influencia fundamental para Ligotti; algunas historias, "The Sect of the Idiot" ["La Secta del idiota"], en particular, hacen referencia explícita a los Mitos de Cthulhu de Lovecraft, y el relato "The Last Feast of Harlequin" ["La última fiesta de Arlequín"] está dedicado al escritor de Providence. Igualmente, entre sus influencias declaradas (según se cita en una entrevista para el fanzine Dagon) se encuentran M. R. James, Algernon Blackwood y Arthur Machen, todos ellos autores de terror de Fin de siècle, conocidos por su sutileza literaria y por las implicaciones de lo cósmico y lo sobrenatural en sus historias.
Como se ha dicho, Ligotti ha declarado que prefiere el formato del cuento a las formas narrativas más largas, como lector y escritor, a pesar de lo cual hace unos años publicó una novela corta: My Work Is Not Yet Done [Mi trabajo no está terminado].
Ligotti colaboró con el grupo musical Current 93 en sus álbumes In A Foreign Town, In A Foreign Land (1997 y 2002), I Have a Special Plan for This World (2000), This Degenerate Little Town (2001) y The Unholy City (2003), todos ellos editados por David Tibet para el sello Durtro. Tibet también ha publicado varias ediciones limitadas de libros de Ligotti en Durtro Press. El propio Ligotti tocó la guitarra en la contribución de Current 93 para Foxtrot, un álbum cuya recaudación fue destinada a financiar el tratamiento médico antialcohólico del músico John Balance.
Los análisis críticos de la obra de Ligotti se pueden encontrar en el libro de S. T. Joshi The Modern Weird Tale (2001), así como en una antología crítica reunida por el estudioso Darrell Schweitzer, fan declarado de Ligotti.
En septiembre de 2007, la editora Fox Atomic Comics lanzó The Factory Nightmare, novela gráfica basada en las historias de Ligotti. El libro recibió muy buenas críticas y, en consecuencia, un segundo volumen fue publicado en septiembre de 2008.
Wonder Entertainment lanzó una edición para coleccionistas, con DVD y libro, de The Frolic, que contiene una adaptación cinematográfica de dicho relato breve de Ligotti, con el guion y la presentación a cargo del autor. Sólo se hicieron 1.000 copias de esta edición de coleccionista.
Ligotti ha reseñado favorablemente el relato "Nowhere to Go", del autor de Nueva Escocia, Canadá, Barry Wood, crítica publicada en la revista inglesa Postscripts, nº14 de 2008. También ha valorado positivamente libros de Eddie M. Angerhuber, Matt Cardin, Michael Cisco, John B. Ford, Thomas Wiloch, así como del filósofo Eugene Thacker. El filósofo escocés Ray Brassier escribió el prólogo del libro de Ligotti The Conspiracy against the Human Race [La conspiración contra la especie humana], «una extraña combinación de guía literaria, tratado de filosofía nihilista y libro imaginario (extraído de su relato "The Shadow, the Darkness")».
La editora Subterranean Press ha comenzado a lanzar ediciones revisadas definitivas de algunas de las colecciones de relatos antiguas de Ligotti, incluyendo, entre otras, Grimscribe.

### En español
De Ligotti, existen traducidos al español los libros La fábrica de las pesadillas (ed. Factoría de Ideas, 2006), Noctuario, Grimscribe. Vidas y obras, Teatro Grottesco, La conspiración contra la especie humana y Canciones de un soñador muerto (ed. Valdemar, 2012, 2015, 2016 y 2019). Según su editor, «Noctuario es una colección de relatos que se agrupan en tres partes: "Estudios de sombra", "Discurso sobre la negrura" y "Cuaderno de la noche". Las historias reunidas en este “diario nocturno”, cuya escritura es tan minuciosa y cuidada como tenebroso y sutil es el hálito que las anima, nos introducen en un universo ominoso y desquiciado, poblado de sueños malsanos, de muñecas siniestras y extraños artilugios, de mentes hipersensibles y enfermizas. Todos estos fantasmas que conforman el extraño mundo de Thomas Ligotti se mueven entre la luz y la sombra, el sueño y la vigilia, lo Real y lo Irreal. Así pues, Noctuario es una crónica de las Tinieblas, una indagación narrativa sobre la esencia misma del terror, que cuestiona los cimientos sobre los que se asientan la realidad y la razón».
La antología de editorial Valdemar Miedo en el cuerpo: 25 años de terror con Valdemar (2012), recoge el cuento de Ligotti "El prodigio de los sueños".
En cómic, apareció en 2008 La fábrica de pesadillas, de editorial Panini, con adaptaciones de obras de Ligotti a cargo de diversos guionistas y dibujantes estadounidenses.
Su editor en español, Rafael Díaz Santander, comentó sobre Ligotti en una entrevista: «Para quien no lo conozca, Ligotti es un autor actual, pero que entronca perfectamente con los clásicos, por cuanto nos trasporta a un mundo no contaminado por los detalles prosaicos de nuestra época. Sus historias suceden en el universo del terror puro, poblado por extraños artefactos mecánicos, maniquíes inquietantes, marionetas, paisajes que envuelven a los personajes y los devoran como plantas carnívoras, personajes que deambulan como en una obra de Beckett, pesadillas intrauterinas, sueños que revelan el vacío existencial. Yo diría que Ligotti es una especie de cosmonauta del vacío».
En febrero de 2015 apareció en español, también publicado por la editorial Valdemar, su ya mencionado ensayo La conspiración contra la especie humana, obra, según la editorial, en la que su autor «rinde homenaje [...] al olvidado filósofo pesimista y antinatalista noruego Peter Wessel Zapffe, y rememora además las aportaciones a esta corriente filosófica de pensadores como Schopenhauer, Nietzsche, Mainländer, Bahnsen, Brashear y otros, sin olvidar la influencia que esta visión del mundo ha tenido en la historia de la literatura de horror, muy especialmente en la obra de su querido y admirado maestro H. P. Lovecraft. Abundan en estas páginas, que no dejarán indiferente a ningún lector, frases lapidarias que brillan como faros que penetran la oscuridad reinante, que sacuden las conciencias, como los golpes a la puerta de Macbeth. Un par de ejemplos: "Se ha descubierto el pastel: somos biorrobots copiadores de genes que viven a la intemperie en un planeta solitario en un universo físico frío y vacío...". o "Es mejor inmunizar tu consciencia contra cualquier pensamiento alarmante y horrendo para que todos podamos seguir conspirando con el fin de sobrevivir y reproducirnos como seres paradójicos: marionetas que pueden andar y hablar por sí solas... juguetes humanos que mantienen mutuamente la ilusión de ser reales"».

## Premios
- 1982: Small Press Writers and Artists Organization, mejor autor de horror: The Chymist
- 1986: Rhysling Award, from Science Fiction Poetry Association (nominación): One Thousand Painful Variations Performed Upon Divers Creatures Undergoing the Treatment of Dr. Moreau, Humanist
- 1991: World Fantasy Award for Best Short Fiction (nominación): The Last Feast of Harlequin
- 1992: World Fantasy Award for Best Collection (nominación): Grimscribe: His Lives and Works
- 1997: World Fantasy Award for Best Collection (nominación): The Nightmare Factory
- 1995: Bram Stoker Award for Best Short Fiction (nominación): The Bungalow House
- 1996: Bram Stoker Award for Best Fiction Collection: The Nightmare Factory
- 1996: Bram Stoker Award for Best Long Fiction: The Red Tower
- 2002: Bram Stoker Award for Best Long Fiction: My Work Is Not Yet Done
- 2002: International Horror Guild Award, Long Form Category: My Work Is Not Yet Done
- 2010: Bram Stoker Award for Superior Achievement in Nonfiction (nominación) The Conspiracy Against the Human Race
- 2019: Bram Stoker Award for Lifetime Achievement

### Del autor
- Songs of a Dead Dreamer (1986, rev. & exp. 1989)
- Grimscribe: His Lives and Works (1991)
- Noctuary (1994)
- The Agonizing Resurrection of Victor Frankenstein and Other Gothic Tales (1994)
- The Nightmare Factory (1996).
- In a Foreign Town, in a Foreign Land (1997, con CD del grupo Current 93)
- I Have a Special Plan for This World (2000, con CD de Current 93)
- This Degenerate Little Town (2001, con CD de Current 93)
- My Work Is Not Yet Done: Three Tales of Corporate Horror (2002)
- Crampton: A Screenplay (2003, con Brandon Trenz)
- Sideshow, and Other Stories (2003)
- Death Poems (2004)
- The Shadow at the Bottom of the World (2005)
- Teatro Grottesco (2006, reimpreso en 2008)
- The Conspiracy against the Human Race (2010)
- The Spectral Link (2014)
- Born to Fear: Interviews with Thomas Ligotti (2014), editado por Matt Cardin
- Songs of a Dead Dreamer & Grimscribe (2015)

Traducciones al español
- La fábrica de pesadillas (2006) La Factoría de Ideas.
- Grimscribe - Vidas y obras (2015) Valdemar. Traducción de Marta Lila
- Teatro Grottesco (2016) Valdemar. Traducción de Marta Lila
- Canciones de un soñador muerto. La agónica resurrección de Victor Frankenstein y otros relatos góticos  (2019) Valdemar. Traducción de Marta Lila (reúne dos colecciones: Canciones de un soñador muerto (1985, rev. 1989), su primera obra, y La agónica resurrección de Victor Frankenstein, y otros relatos góticos(1994), una suerte de breve revisión y recreación de los mitos universales de la literatura gótica)
- La conspiración contra la especie humana (2020) Valdemar. Traducción de Juan Antonio Santos
- Noctuario [Relatos extraños y terroríficos] (2021) Valdemar. Traducción de Marta Lila
- El vínculo espectral y otras obras escogidas (2023) Aurora Dorada. Introducción, traducción y notas de Alberto Ávila Salazar
- Mi trabajo todavía no está acabado. Tres cuentos de horror corporativo (2023) Valdemar. (Mi trabajo todavía no está acabado, Tengo un plan especial para este mundo y La Red de Pesadillas, son los tres relatos de horror corporativo que reunió Ligotti en este volumen que incluye Crampton, el guion para un episodio de X-Files)

### Sobre el autor
- The Thomas Ligotti Reader: Essays and Explorations (2003), editado por Darrell Schweitzer.
- Studies in Modern Horror, issue #2 (2004), editado por N. G. Christakos.
- Studies in Modern Horror, issue #4 (2006), editado por N. G. Christakos.
- The Grimscribe’s Puppets, editado por Joseph S. Pulver, colección de cuentos tributo a o basados en Ligotti (Miskatonic Press 2013).

### Adaptaciones en cómic
- The Nightmare Factory (2007)
- The Nightmare Factory – Volume 2 (2008)

### En inglés
- Thomas Ligotti Online – Fan site, wealth of information, media and discussion on Thomas Ligotti.
- Horror Garage interview with Thomas Ligotti conducted by Mark McLaughlin in 2008
- "It's all a matter of personal pathology" -a July 2006 interview With Ligotti conducted by Matt Cardin.
- Literature Is Entertainment or It Is Nothing – a long, in-depth interview conducted by Neddal Ayad.
- Listing of his works

- Datos: Q1062799